# Colostygia parallelaria
Colostygia parallelaria là một loài bướm đêm trong họ Geometridae.